# Hacienda Nueva
Hacienda Nueva är en ort i Mexiko.   Den ligger i kommunen Guadalupe Victoria och delstaten Puebla, i den sydöstra delen av landet, 180 km öster om huvudstaden Mexico City. Hacienda Nueva ligger 2 370 meter över havet och antalet invånare är 869.
Terrängen runt Hacienda Nueva är varierad. Runt Hacienda Nueva är det ganska tätbefolkat, med 54 invånare per kvadratkilometer. Närmaste större samhälle är Guadalupe Victoria, 8,7 km sydost om Hacienda Nueva. Omgivningarna runt Hacienda Nueva är en mosaik av jordbruksmark och naturlig växtlighet.